# Associazione internazionale missionari della carità politica
L'Associazione internazionale missionari della carità politica è un'associazione internazionale di fedeli di diritto pontificio.

## Storia
L'Azione sociale cristiana europea fu fondata nel 1976 a Milano da Alfredo Luciani con l'intento di contribuire alla formazione dei cittadini più coinvolti nella vita politica e sociale. Prese il nome di "Associazione internazionale missionari della carità politica" nel 1993 e nel 1994 ottenne il riconoscimento canonico dal vescovo di Rieti.
Il Pontificio consiglio per i laici riconobbe l'opera come associazione internazionale di fedeli di diritto pontificio il 27 settembre 1996.

## Attività e diffusione
L'associazione (anche tramite la Domus Carità Politica e l'Istituto Superiore Carità Politica) promuove opere che mirano alla formazione morale e culturale di quanti intendono dedicarsi alle attività politiche e sociali: incontri e seminari per il corpo diplomatico accreditato presso la Santa Sede; la Settimana internazionale di Dottrina sociale della Chiesa, la Giornata della carità politica nel mercoledì delle Ceneri. L'associazione pubblica la rivista quadrimestrale Già e non ancora.
L'associazione conta membri effettivi, soci ad honorem, soci simpatizzanti e soci sostenitori; si avvale del supporto di assistenti spirituali provenienti da ordini religiosi.
La sede centrale dell'associazione è in via delle Milizie a Roma.